# Eisenbahnmuseum Belgrad

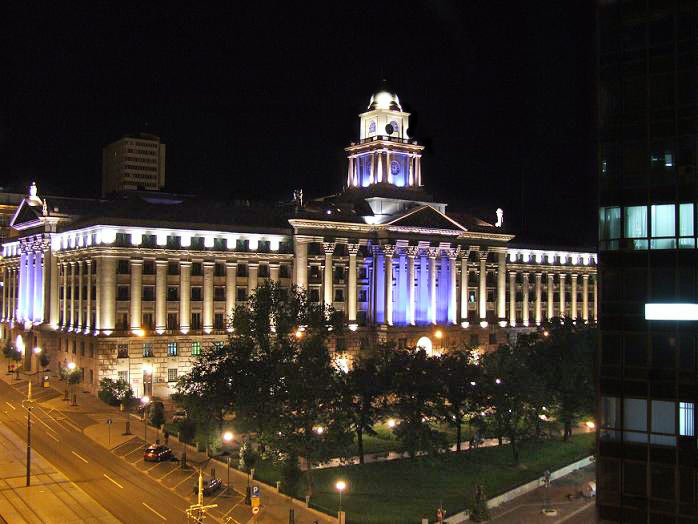
Museumsgebäude

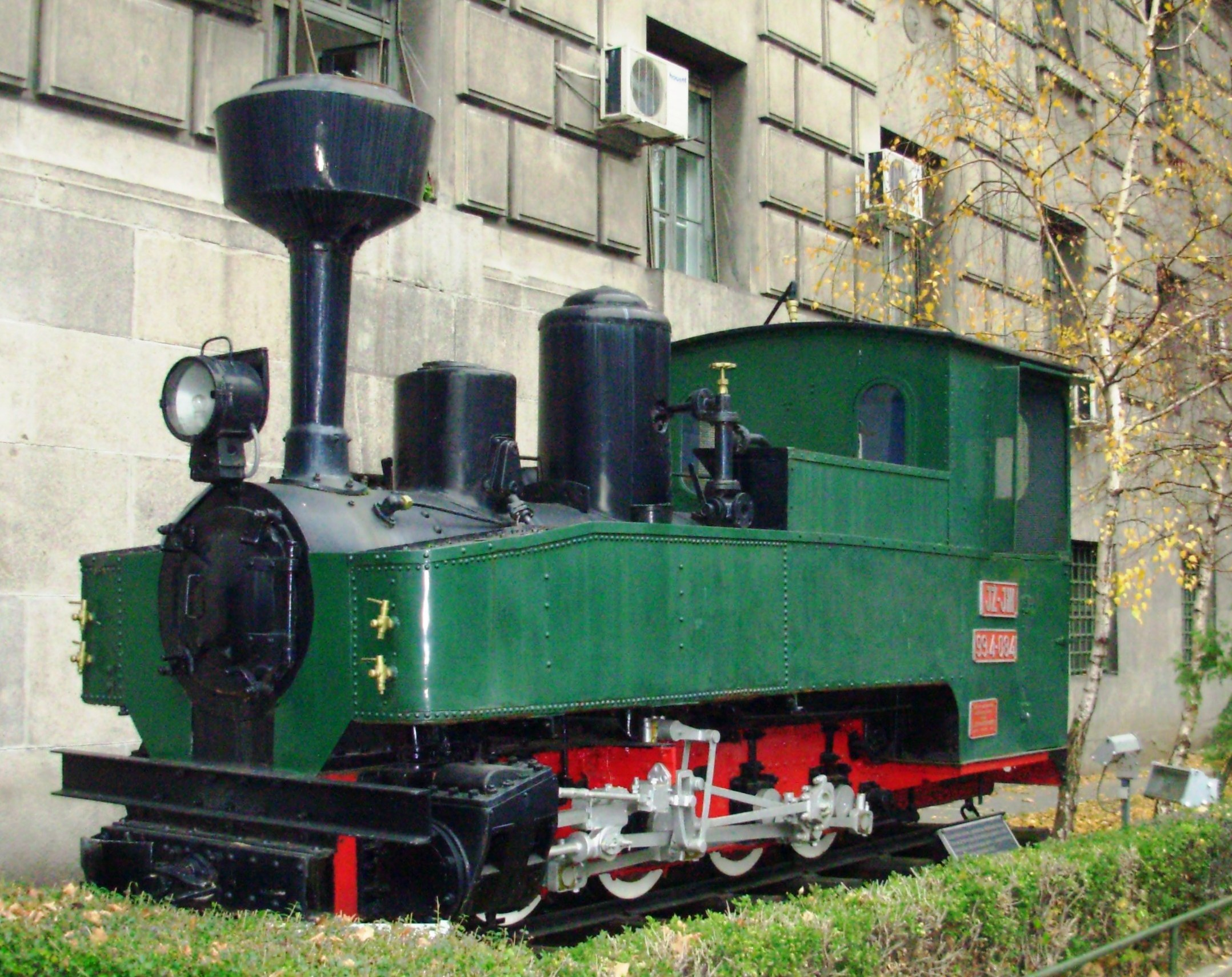
Brigadelok (HF) der Maschinenfabrik L. Schwarzkopff mit 600 mm Spurweite vor dem Museum

Das Eisenbahnmuseum Belgrad (Serbisch: Železnički muzej / Железнички музеј) ist ein Museum in der serbischen Hauptstadt Belgrad.
Gegründet wurde es am 1. Februar 1950, es liegt an der Straße Nemanjina 6 und gehört heute den Serbischen Eisenbahnen (ŽS).
Die erste Ausstellung fand 1953 statt und trug den Titel „Geschichte der jugoslawischen Eisenbahnen“ (Kroz istoriju Jugoslovenskih Železnica).
Das Museum ist im Besitz von über 40.000 Exponaten und hat auch ein Archiv und eine Bücherei. Es betreibt die Šarganska osmica, eine Schmalspur-Museumseisenbahn, die vom Dorf Mokra Gora zum Bahnhof Šargan Vitasi führt.